# フランシスコ・バンゴイ国際空港
フランシスコ・バンゴイ国際空港（英: Francisco Bangoy International Airport）は、フィリピン共和国ミンダナオ島のダバオにある国際空港。政治家であったフランシスコ・バンゴイを記念してフランシスコ・バンゴイ国際空港と称する。ダバオ国際空港 (Davao International Airport) とも呼ばれている。

## 歴史

### 開業初期
1940年代、ドン・フランシスコ・バンゴイの尽力により、ササ・ランディング・フィールドとして空港運営が開始されました。運用を開始した時点では、空港は1,200メートルの未舗装の芝生の滑走路とターミナルビルとして機能するクォンセット小屋で構成されていた。当時、そして1940年代から1950年代初頭にかけて、フィリピン航空とフィリピン空軍の両方が航空サービスを提供していた。

### 発展
戦後、1958年8月25日に民間航空用に開港し、当初は、長さ1,500メートル、幅30メートルのコンクリート滑走路と、長さ200メートル、幅60メートルのエプロンで構成されていた。芝生の滑走路は、後に誘導路に改造された。1970年に滑走路は延長され、全長2,000メートル、幅36メートルになり、エプロンは100メートル(330フィート)に拡張された。5年後、滑走路はさらに延長され、それぞれ全長2,500メートル、幅45メートルに拡張された。フィリピンの建築家レアンドロ・ロクシンが設計した新ターミナルは年間100万人の乗客に対応できるように設計され、1980年に完成した。
フィリピン航空によるエアバスA300の運航は1989年9月1日に開始され、ワイドボディ機が初就航した。最初の定期国際線は、1992年4月29日に就航した、ブーラク航空のマナド線。その後、マレーシア航空が1996年にコタキナバル線、1997年にシルクエアーがシンガポール線に就航した。

### 再び拡張
空港の急速な成長により、もともとのターミナルの横に暫定国際線ターミナルが建設され、最終的には2つの既存のターミナルを統合する新しいより大きなターミナルビルが建設された。新ターミナルは2003年12月2日に開業し、旧空港ターミナルの2倍の容量を確保した。27億ポンドを投じた新ビルの建設は、アジア開発銀行(ADB)と欧州投資銀行(EIB)の両機関から資金提供を受けた。プロジェクトの総費用は1億2,800万米ドルにのぼった。また、空港の近代化の一環として、滑走路は2001年に全長3,000メートル(9,800フィート)まで拡張され、将来の国際線発展に対応した。

### 現在
2007年11月12日、セブパシフィック航空は同空港を第三のハブ空港に位置付ける発表した。同様に、フィリピン航空も第三のハブ空港として位置付けると発表した。2015年6月、ミンダナオ開発庁は、1980年から2003年にかけて建設された空港ターミナルを貿易・文化博物館にする計画を発表した。2019年8月30日、ダバオ国際空港局の憲章としても知られる共和国法第11457号が承認され、フランシスコ・バンゴイ国際空港を含むダバオ地域のすべての空港を管理するダバオ国際空港局が創設された。

## 就航航空会社と就航都市
| 航空会社               | 就航地                                                                 | 備考 |
| ---------------------- | ---------------------------------------------------------------------- | ---- |
| フィリピン航空         | マニラ                                                                 |      |
| PAL エクスプレス       | マニラ、セブ、イロイロ、タグビララン                                   |      |
| セブ・パシフィック航空 | マニラ、クラーク、セブ、バコロド、イロイロ、タグビララン、サンボアンガ |      |
| Cebgo                  | セブ、カガヤン・デ・オロ、シアルガオ島、イロイロ、サンボアンガ         |      |
| エアアジア・フィリピン | マニラ、セブ                                                           |      |
| シンガポール航空       | シンガポール、セブ                                                     |      |
| スクート               | シンガポール                                                           |      |
| カタール航空           | ドーハ、セブ                                                           |      |
| 中州航空               | 深圳                                                                   | 貨物 |
| 天津貨運航空           | 南寧                                                                   | 貨物 |

2023年8月現在

## 空港アクセス
ダバオ市中心部まで約10km、タクシーで約30分。
カルロス・P・ガルシア国道で市内へアクセスできる。渋滞防止のために、4車線のバイパス道路が2017年に建設・完成した。計画されている新高速道路のダバオシティエクスプレスウェイは、計画通りに進めば、2026年には完成する。

## 事件・事故
- 2000年4月19日、マニラ発ダバオ行きのボーイング737-200型機、エア・フィリピン541便が空港付近で墜落し、131人が死亡した[14]。（詳細はエアフィリピン541便墜落事故を参照）
- 2003年3月4日、旧ターミナルビルの外にある待合小屋で爆弾が爆発し、21人が死亡した[15]。
- 2008年8月25日の夜、フィリピン空軍のロッキードL-100ハーキュリーズがイロイロに向かっていたが、離陸直後にダバオ湾に墜落し、沈没した。この事故により、乗組員9人とフィリピン陸軍兵士2人が死亡した。数日間の捜索回収作戦の後、残骸はアメリカ海軍の艦船、USNSジョン・マクドネルによって発見された[16]。
- 2013年6月2日、マニラから165人の乗客を乗せたエアバスA320、セブパシフィック航空971便が大雨の中、滑走路をオーバーシュートした。死者は出なかったが、機体は大きな損傷を受けた[17]。

## 統計
フィリピン民間航空局(CAAP)のデータ
| 年                       | 利用者数  | 発着数 | 貨物取扱量（kg） |
| ------------------------ | --------- | ------ | ---------------- |
| 2010                     | 2,229,177 | 9,911  | 40,631,826       |
| 2019（コロナ前最高実績） | 4,490,086 | 44,040 | 66,949,201       |
| 2023（最新）             | 3,844,895 | 24,993 | 45,194,773       |